# Morton and Hanthorpe
Morton and Hanthorpe est une paroisse civile du Lincolnshire, en Angleterre.